# Paul Langhans
Paul Max Harry Langhans, född den 1 april 1867 i Hamburg, död den 17 januari 1952 i Gotha, var en tysk kartograf.
Langhans anställdes 1889 vid Justus Perthes geografiska anstalt i Gotha, där han utförde en mängd kartor, bland annat i "Petermanns Mitteilungen", för vilken han blev utgivare 1909, och i samlingarna Deutscher Kolonialatlas (1892 -97), Handels-Schulatlas (1895; tredje upplagan 1904), Rohproduktionskarte der Erde (1905). Från 1902 utgav han tidskriften "Deutsche Erde".